# هورس کریک (ویسکانسین)
هورس کریک (به انگلیسی: Horse Creek) یک منطقهٔ مسکونی در ایالات متحده آمریکا است که در شهرستان پولک، ویسکانسین واقع شده‌است. هورس کریک ۲۸۷٫۱۳ متر بالاتر از سطح دریا واقع شده‌است.